# Club Andino Bariloche

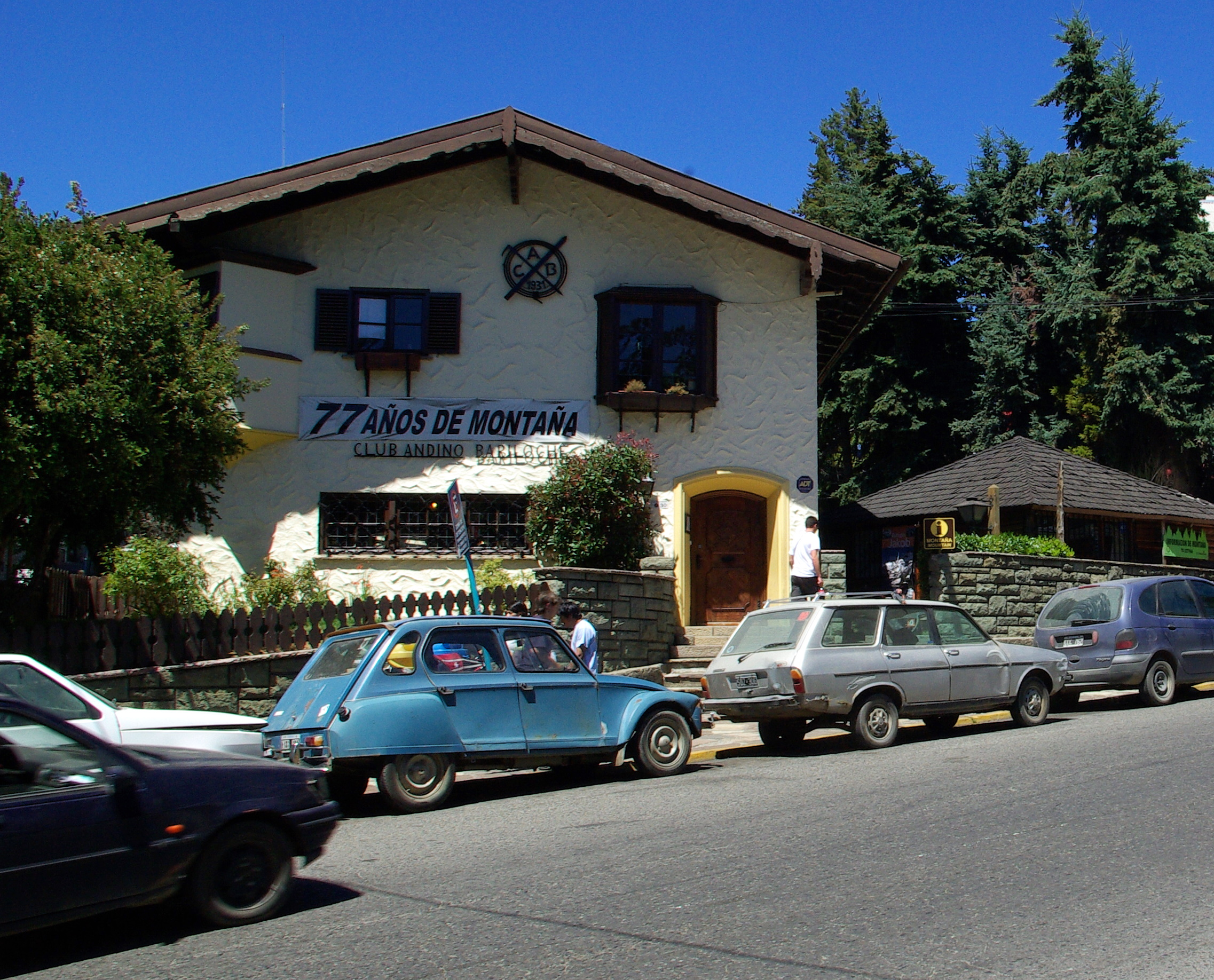
Sede del Club Andino en la ciudad de Bariloche.

El Club Andino Bariloche (CAB) es un club dedicado a promover las actividades de montaña en la Patagonia Argentina. Fue fundado en San Carlos de Bariloche el 13 de agosto de 1931 por Otto Meiling, Emilio Frey, Juan Javier Neumeyer y Reinaldo Knapp y su sede se encuentra en dicha ciudad.
Durante el verano se promueven excursiones, caminatas, escaladas en roca y en hielo y travesías por las zonas aledañas a Bariloche. Existen grupos para niños, para jóvenes y para adultos.
Durante el invierno el club organiza actividades en la nieve, tales como esquí alpino y nórdico. Su escuela de esquí para niños y jóvenes ha permitido la difusión de la práctica del esquí entre los niños de la región. También posee una comisión de carreras que colabora en la organización de carreras de esquí a nivel de la Federación Argentina de Ski y Andinismo (FASA).
A lo largo de su historia, el club ha organizado y solventado varias expediciones importantes, entre las que se incluyen varias primeras ascensiones a lo largo de la Cordillera de los Andes.

## Refugios de montaña

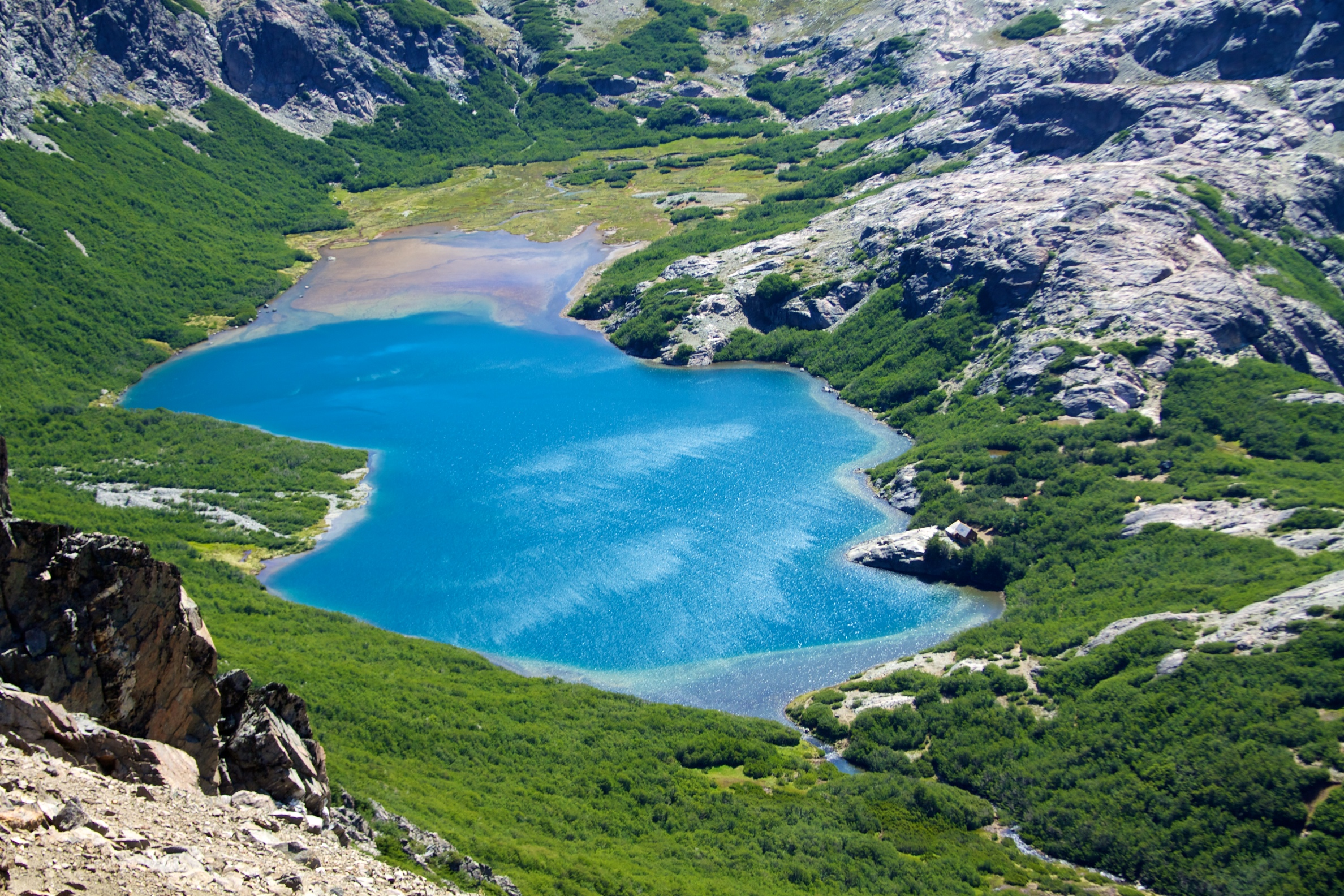
Laguna Jakob, con el refugio del CAB sobre la margen derecha.

El club administra el funcionamiento de una serie de refugios de montaña ubicados en el parque nacional Nahuel Huapi. Muchos de estos refugios están ubicados en puntos de gran belleza, a la vera de lagunas o arroyos de montaña. Estos refugios son:
- Refugio Emilio Frey (Cerro Catedral)
- Refugio Reynaldo Knapp (Base del Cerro Catedral)
- Refugio San Martín (o Jakob)
- Refugio Manfredo Segre (Laguna Negra)
- Refugio Otto Meiling (Cerro Tronador)
- Refugio Ilón (Laguna Ilón)
- Refugio Neumeyer (Valle del Challhuaco)
- Refugio Agostino Rocca (Paso de las Nubes)

Por lo general los refugios poseen una o más salas de dormitorios comunes con lugar para pernoctar en bolsa de dormir. También cuentan con un área de estar y comedor. Los refugios venden comida, pero también permiten, mediante el pago de un arancel, utilizar la cocina por cuenta propia.
El club construyó y administró los refugios del cerro López y el cerro Otto —el Berghoff—, pero estos han pasado a ser administrados por la municipalidad de San Carlos de Bariloche.
Adicionalmente, el club administra también una serie de vivacs de alta montaña, sin servicios:
- Refugio Tronador Viejo
- Laguna Ilón - Vivac Papa Manuel
- Vivac Velco

Por último, el club administra dos campings junto al camino al monte Tronador:
- Camping Los Rápidos, en la embocadura del río Manso del Lago Mascardi
- Camping Los Vuriloches, en el paraje Pampa Linda